# Титков, Анатолий Иванович
Анато́лий Ива́нович Титко́в (28 февраля 1924, Байловка, Моршанский уезд, Тамбовская губерния, РСФСР, СССР — 20 марта 2024, Москва, Россия) — советский инженер, главный конструктор Уральского автомобильного завода (1961—1968). Кавалер орденов: Трудового Красного Знамени (1966,1971,1976), Лауреат Государственной премии СССР (1972).

## Биография
Родился в селе Байловка Моршанского уезда Тамбовской губернии. Отец — Титков Иван Алексеевич — рабочий (столяр, плотник, мельник). Мать — Меморская (Титкова) Валентина Терентьевна — учительница. В 1947 году Анатолий с отличием закончил Сибирский автомобильный институт по специальности инженер-механик. В 1947—1960 годах работал старшим конструктором на Уральском автомобильном заводе в Миассе, заместителем главного конструктора.
В период 1960—1969 годов был главным конструктором завода. С 1969 года — в Министерстве автомобильной промышленности СССР: начальник управления конструкторских и экспериментальных работ, заместитель начальника научно-технического управления (с 1986); в 1991—1997 годах — в АО «Автосельхозмашин-холдинг» (г. Москва): первый заместитель директора, начальник научно-технического управления; с 1998 года — генеральный директор Ассоциации автосервиса и сертификации «Автосельхозмаш-НАМИ»; с 2004 года — эксперт аналитического центра ОАО «Автосельхозмаш-холдинг».
Умер 20 марта 2024 года от рака в пансионате для престарелых в Москве в возрасте 100 лет.

## УралАЗ
Под руководством Анатолия Ивановича на Уральском автомобильном заводе были разработаны и поставлены на производство Урал-375 (1961), Урал-375СК (1962) — седельный тягач для транспортировки ракет, в том числе по пересечённой местности, Урал-375Д (1964) с цельнометаллической кабиной, седельный тягач Урал-375С (1965), Урал-375А (1966) с кузовом-фургоном, Урал-375К и Урал-375Ю (1969). Принимал участие в разработке и усовершенствовании автомобиля Урал-355М / УралЗИС-355М с  двигателем мощностью 95 л. с., сыгравший большую роль в освоении целинных и залежных земель.